# Karataj (przystanek kolejowy)
Karataj (ros. Каратай) – przystanek kolejowy w pobliżu miejscowości Soroczino, w rejonie newelskim, w obwodzie pskowskim, w Rosji. Położony jest na linii Petersburg - Newel - Witebsk.